# Хватка ракетки

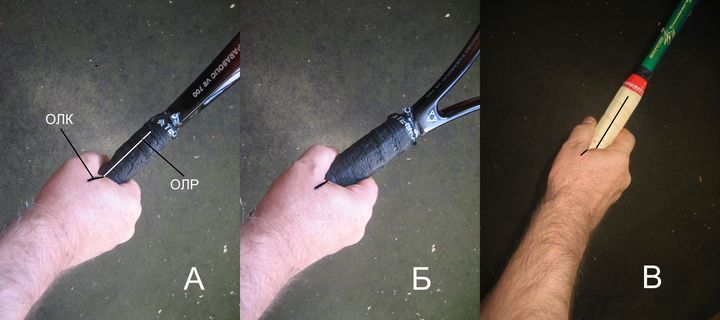
Рис 3

Хва́тка раке́тки — способ держания теннисистом ракетки во время удара называется хватом или хваткой ракетки. На протяжении многих десятилетий (и даже столетий) складывались наиболее выгодные хватки ракетки для того или иного типа удара. Хватки ракетки не только разнообразны, но и для каждого теннисиста сугубо индивидуальны, поэтому ввести адекватную классификацию хваток дело не такое простое. Примерно к началу прошло века у теннисистов уже сложился более или менее общий подход к обозначению того или иного хвата. Этим хваткам ракетки (по-английски grip) дали названия «универсальная» (или «континентальная»), «западная» и «восточная». Однако с совершенствованием техники игры в теннис, появлении новых разновидностей ударов и совершенствовании конструкции ракетки, используемый набор хваток стал значительно расширяться. Так появились хватки, названные «сверхзападной», «экстремальной» (или «пелотной»), а также хватка «молотком» и некоторые другие. Расширение номенклатуры хваток, увы, несколько усложнило их восприимчивость новичками, особенно детьми. Данная ситуация вызвала появление нового способа обозначения хваток, который основан на фиксации углов поворота ракетки относительно ладони теннисиста \1\. Естественно, способ фиксации углов поворота потребовал определения опорных точек на ракетке и на кисти теннисиста, относительно которых можно бы отсчитывать угол поворота ракетки относительно кисти. Такой опорной точкой (а точнее линией) для кисти явилась складка между большим и указательным пальцем. Эта складка называется опорной линией кисти (ОЛК). При изучении хваток эту линию наносят на руке фломастером (рис.1).
Опорной линией на ручке ракетки выбирается линия, получаемая от сечения ракетки плоскостью её симметрии, совпадающей с плоскостью струнной поверхности ракетки. Эта линия является опорной линией ракетки (ОЛР). На рисунке 2, где изображено сечение ручки ракетки, эта плоскость проходит через линию, соединяющую ноль и 180 градусов.
На Рис.2 изображено поперечное сечение ручки ракетки (вид со стороны «пятки» ракетки). Как видно из рисунка, ручка ракетки граненная: имеет 8 граней и столько же ребер (обозначены только четыре), которые расположены под определенными углами по отношению к ОЛР. Определение граней ракетки (верхняя, нижняя, две боковых и 4 скошенных) делается относительно её горизонтального положения, когда плоскость струнной поверхности перпендикулярна земле. Если соединить центр восьмиугольника с каждым ребром ручки и зафиксировать точку отсчета (0 градусов) посредине верхней грани ручки, то углы между рёбрами ручки будут отстоять от точки отсчета на определенное число градусов. Эти углы разные для ракеток разных изготовителей, однако разница незначительна (единицы процентов), поэтому можно с несущественной долей погрешности и для удобства запоминания выбрать их кратными десяти (как изображено на рис. 2). Когда теннисист бёрет какой-либо хваткой ракетку, то эту хватку можно определить углом между опорной линией кисти (ОЛК) и опорной линией ракетки (ОЛР), при этом положительные углы получаются, когда ОЛР поворачивается в сторону большого пальца, а отрицательные, когда в сторону указательного. Например, «хватка 0 градусов» означает, что теннисист взял так ракетку, что его ОЛК совпала с ОЛР (Рис. 3а), «хватка +20 градусов» означает, что теннисист взял так ракетку, что его ОЛК совпала с первым ребром ракетки (рис. 3б). «Хватка — 20 градусов» означает, что ОЛК теннисиста совпадает с первым ребром ручки, которая повернута на 20 градусов в сторону указательного пальца (Рис. 3в).
В такой системе обозначения можно определить любые хватки ракетки, как используемые в настоящее время, так и те, которые могут со временем появиться. Например, известная «универсальная» хватка, которую еще называют «континентальной» или «сабельной» (от англ. chopper), — это хватка «ноль градусов» между ОЛР и ОЛК (Рис. 3а). Этой хваткой ракетку держат как саблю, то есть плоскость ракетки в исходном положении строго перпендикулярна земле.
Все известные на данный момент «восточные» хватки укладываются в промежуток от пяти до сорока градусов (Рис. 3б), причём для бэкхендов — градусы отрицательные, «полузападные» хватки укладываются в промежуток от 45 до 60 градусов, «западные» — от 65 до 90 градусов, «сверхзападные» или «пелотные») — это хватки с поворотом ручки превышающем 90 градусов.
Однако определение хваток только с помощью угла поворота ракетки не позволяет совершенно однозначно их идентифицировать, так как кроме угла поворота ручки ракетки относительно ладони теннисист может ещё по-разному располагать пальцы на ручке ракетки. В зависимости от положения пальцев теннисиста на ручке различают два хвата: хват «молотком» — это когда все пальцы теннисиста на ракетке располагаются плотно друг к другу (как держат молоток) (Рис.4а), и хват «птичкой» — это когда большой и указательный палец располагаются на некотором расстоянии от других (такой хваткой держат в ладони птичку: указательный и большой придерживают шейку птички, а тремя остальными — её туловище) (Рис 4б и 4в). Величина отстояния указательного и большого пальцев на ракетке от остальных не регламентируется, она выбирается совершенно индивидуально.
Имеется ещё одна специальная хватка с углом поворота ракетки минус 40-50 градусов, которая относится к классу хваток «птичкой», но несколько отличается от них. В этой хватке большой палец не только отставляется от остальных, но ещё и жестко упирается в боковую грань ракетки (Рис. 4в). Эта хватка применяется только для одного типа удара — одноручного кручёного (в редких случаях плоского) бэкхеннда. При такой хватке большой палец упирается в боковую грань ракетки для создания жёсткого закрепления ракетки в кисти и противодействия силам отдачам, которые могут выбить ракетку из кисти, так как при одноручном крученом бэкхенде ладонь теннисиста находится впереди ручки и вся отдача приходится на более слабую часть кисти — пальцы.
Хватку «птичкой» используют, в основном, для таких ударов как подрезки, подача, удары с лёта, плоские удары. Особенно часто она используется при нулевых и отрицательных углах поворота ракетки. Хватку «молотком» используют в основном при положительных углах вращения ракетки в ладони, наиболее часто для выполнения кручёных форхендов, причём чем больший угол хватки ракетки использует теннисист, тем сильнее он может закрутить мяч при ударе.
Предложенная новая методика обозначения хваток позволяет более точно определить всю разновидность современных и будущих хваток, причем с точностью до пяти градусов поворота ручки ракетки в ладони теннисиста, так как ОЛК можно располагать посредине граней ракетки. При двуручном способе игры в теннис данная методика определяет только хватку т. н. «ведущей» руки (то есть той руки, которая находится ближе к пятке ракетки), другая рука располагается на ручке наиболее удобным для теннисиста образом и её хватка никоим образом не регламентируется.
В настольном теннисе имеется два существенно разных способа хвата ракетки — «европейская» и «азиатская». Азиатскую хватку также называют «хваткой пером». Хватка пером в свою очередь подразделяется на китайскую и японскую.